# فلاسک فلورانس

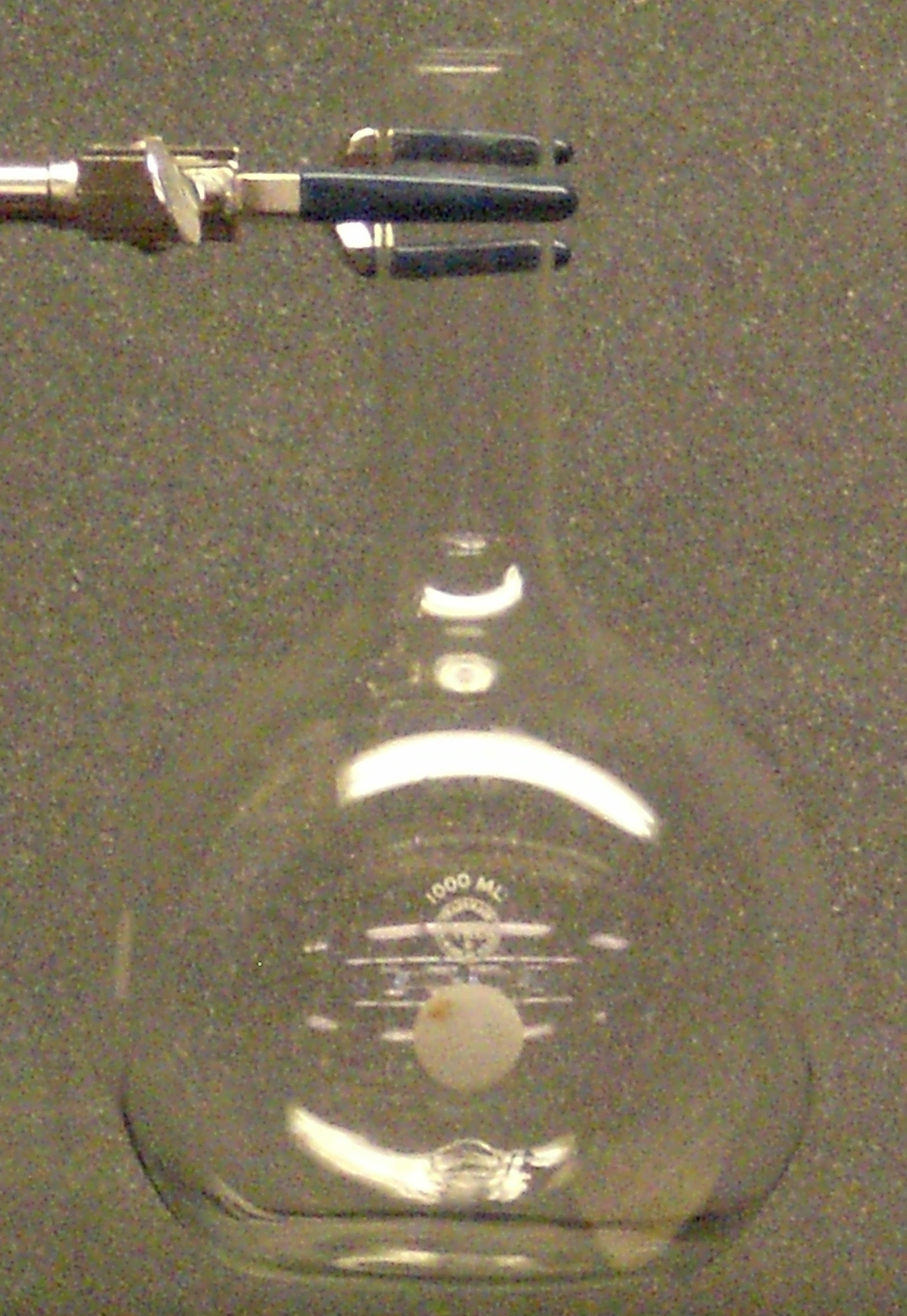
یک فلاسک فلورانس

یک فلاسک فلورانس نوعی فلاسک است که به عنوان یک قطعه از ظروف شیشه‌ای آزمایشگاهی استفاده می‌شود. از فلاسک فلورانس به عنوان یک ظرف برای نگهداری مایعات استفاده می‌شود. یک فلاسک فلورانس بدنه‌ای گرد، دهانه‌ای دراز و اغلب ته صاف دارد. ته صاف برای حرارت یکنواخت، نقطه جوش، تقطیر و سهولت چرخش طراحی شده است. ته این فلاسک از شیشه‌هایی با ضخامت متفاوت ساخته می‌شود. آنها اغلب از شیشه بوروسیلیکات برای حرارت و مقاومت شیمیایی ساخته می‌شوند. فلاسک‌های سنتی فلورانس به طور معمول یک شیشه مات بر دهانه خود ندارند؛ اما معمولاً دارای لب خفیف یا فلنج در اطراف نوک گردن خود هستند. حجم معمول برای یک فلاسک فلورانس ۱ لیتر است.